# Alticola tuvinicus
Alticola tuvinicus é uma espécie de roedor da família Cricetidae.
Pode ser encontrada nos seguintes países: Mongolia e Rússia.